# Confine tra Brasile e Perù
Il confine tra il Brasile e il Perù descrive la linea di demarcazione tra questi due stati. Ha una lunghezza di 2 995 km.

## Storia

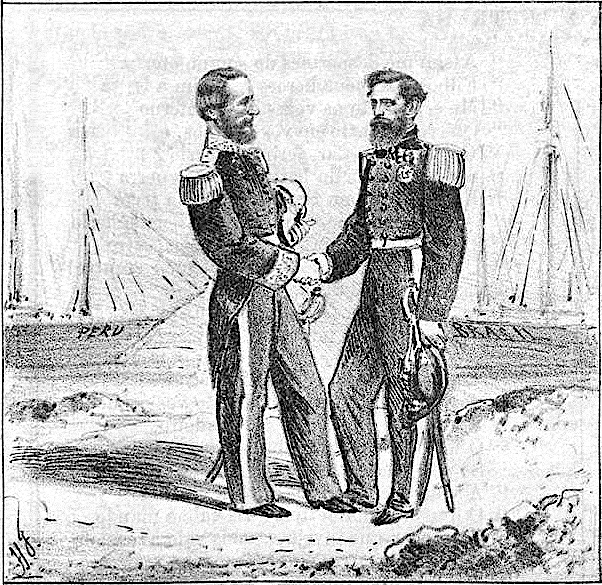
Commissione sui confini di Brasile e Perù: nell'immagine il capitano peruviano Francisco José Carrasco stringe la mano al tenente capitano della Marinha do Brasil José da Costa Azevedo. Pubblicato sul quotidiano brasiliano Semana Ilustrada, nº 291, 1866

## Caratteristiche
La linea di confine interessa la parte occidentale del Brasile e quella orientale del Perù. Ha un andamento generale da nord verso sud
Inizia alla triplice frontiera tra Brasile, Colombia e Perù e termina alla triplice frontiera tra Bolivia, Brasile e Perù.